# Oliver Riedel
Oliver Riedel (Schwerin, 11 april 1971) is een Duitse muzikant het meest bekend als de bassist van de Duitse Tanzmetall (dans-metal) band Rammstein.

## Biografie
Riedel is enig kind en had een goede relatie met beide ouders. Als kind was hij geen goede leerling, maar met de hulp van zijn moeder heeft zijn school toch weten af te maken. Riedel was verlegen, vooral tijdens zijn tienerjaren. Als zijn vrienden aan het feesten waren, hing hij maar wat rond.

## Carrière
In 1990, op de leeftijd van 19 jaar, begon Riedel met het spelen van de volksviool in de band The Inchtabokatables.
In 1994 deden Riedel, Till Lindemann, Richard Z. Kruspe-Bernstein en Christoph Schneider mee aan de Berlin Senate Metro beat contest en wonnen die. Als prijs mochten ze een demo-CD opnemen met vier nummers. Paul Landers en Christian Lorenz (bijnaam: "Flake") zouden later ook aan deze band meedoen die later bekend zou staan als Rammstein.
Met z'n zessen publiceerde ze hun eerste album Herzeleid, "hartenleed", in september 1995. Hun tweede album Sehnsucht, "verlangen", kwam uit in 1997.
In april 2001, kwam het album Mutter uit en kwam er een Europese tour, die eindigde op 13 juli 2002. Het is aangegeven dat de bandleden rond die tijd serieus aan het praten waren over of ze wel door wilden gaan met deze groep. Ze beslisten om allemaal een tijdje vrij te nemen en daarna opnieuw te beslissen of ze verder wilden gaan. In april 2001 begon Rammstein te werken aan hun vierde album, Reise, Reise, letterlijk: "Reis Reis". Het woord "reise" wordt gewoonlijk geassocieerd met de scheepvaart, omdat het een traditionele zeemansroep is om een slapende bemanning te wekken. Daarom is de titel van het album op meerdere manieren uit te leggen. De Reise Reise tour begon in november van 2004 en was op vele plekken uitverkocht.
In 2005 kwam het album Rosenrot uit, en in 2009 Liebe ist für alle da.

## Huwelijk en kinderen
Riedel heeft twee kinderen, die hij alleen heeft opgevoed.

## Quotes en interviews
Over de geruchten over het uiteenvallen van de band: "We wilden het nooit maar na het album Mutter hebben we wat moeilijke tijden gehad. Omdat het het moeilijkste album was en we veel stress hadden. We hadden ook wat conflicten binnen de groep en iedereens verwachtingen waren anders. We namen een jaar rust en daarna realiseerden we ons dat we gewoon met z'n allen verder wilden gaan."